# Gustavo Carvajal Moreno
Gustavo Carvajal Moreno (San Andrés Tuxtla, Veracruz, 29 de octubre de 1940-Ciudad de México, 25 de febrero de 2017) fue un político mexicano, miembro del Partido Revolucionario Institucional, del que fue presidente nacional; secretario de la Reforma Agraria, senador y diputado federal.

## Biografía
Era hijo de Ángel Carvajal Bernal, quien fue gobernador de Veracruz entre 1948 y 1950.
Fue nombrado presidente del Comité Ejecutivo Nacional del PRI en 1979, en sustitución de Carlos Sansores Pérez, y permaneció en el cargo hasta 1981, cuando a su vez lo suplió Javier García Paniagua. En esa misma fecha, fue nombrado titular de la Secretaría de la Reforma Agraria, en la que permaneció hasta el final del gobierno del presidente José López Portillo.
Fue elegido senador por el estado de Veracruz para las legislaturas LVI y LVII, de 1994 al 2000, y ese último año, diputado federal plurinominal para la LVIII Legislatura del 2000 al 2003.